# Laskówko
Laskówko – osada w Polsce położona w województwie zachodniopomorskim, w powiecie myśliborskim, w gminie Barlinek.
W latach 1975–1998 miejscowość administracyjnie należała do województwa gorzowskiego.
Osada położona 13 km na północ od Barlinka w dolinie Płoni. W Laskówku znajduje się dwór i park naturalistyczny z XIX wieku.